# Viatcheslav Ivanovitch Ivanov
« Viatcheslav Ivanov » redirige ici. Pour les autres significations, voir Viatcheslav Ivanov (homonymie).
Viatcheslav Ivanovitch Ivanov (en russe : Вячеслав Иванович Иванов), né le 16 février 1866 (28 février dans le calendrier grégorien) à Moscou et mort le 16 juillet 1949 à Rome, est un poète et dramaturge symboliste russe. Il est également philosophe, traducteur et critique littéraire.

## Biographie
Né à Moscou, Ivanov obtient une médaille d'or à sa sortie du lycée no 1 et entre à l'université de Moscou pour y suivre des études d'histoire et de philosophie, où il a comme professeur Paul Vinogradoff. En 1886 il part pour l'université de Berlin afin d'étudier le droit romain et l'économie auprès de Theodor Mommsen. Lors de son séjour en Allemagne, il s'imprègne des pensées de Nietzsche et des romantiques allemands, notamment Novalis et Hölderlin.
En 1893, Ivanov rencontre Lydia Zinovieva-Annibal qui est poétesse et traductrice. Après avoir divorcé de leurs conjoints, ils se marient cinq ans plus tard, s'établissant d'abord à Athènes, puis à Genève, et faisant des voyages en Égypte et en Palestine. Pendant cette période, Ivanov visite fréquemment l'Italie, où il étudie l'art de la Renaissance. La nature accidentée de la Lombardie et des Alpes fait l'objet de ses premiers sonnets, fortement influencés par la poésie médiévale des mystiques catholiques.
Au tournant du XXe siècle, Ivanov précise ses vues sur la mission spirituelle de Rome et le culte de Dionysos dans la Grèce antique. Il résume ses idées dionysiaques dans le traité La Religion hellénique du dieu souffrant, publié en 1904, qui relie les racines de l'art littéraire en général et l'art de la tragédie en particulier aux anciens mystères dionysiaques.
Le premier recueil de poèmes d'Ivanov, Les Étoiles polaires, est publié en 1903. Il contient un grand nombre de ses pièces écrites dix ans plus tôt et il est salué par la critique comme l'ouverture d'un nouveau chapitre dans le symbolisme russe. Ses poèmes sont comparés à ceux de Milton et de Vassili Trediakovski en raison de leur archaïsme détaché, calculé.
En 1905 Ivanov a fait un retour triomphal à Saint-Pétersbourg, où il est considéré et glorifié comme une curiosité étrangère. La « maison de la Tour » où il s'installe avec son épouse Lydia devient le salon littéraire à la mode de l'époque ( Les mercredis d'Ivanov avec un jour fixe le mercredi), fréquenté par des poètes (Alexandre Blok), des philosophes (Nicolas Berdiaev), des artistes (Constantin Somov) et des dramaturges (Vsevolod Meyerhold). Ce dernier met en scène la pièce de Calderón L'Adoration de la Croix dans la maison d'Ivanov. Le poète a exercé une influence formatrice sur les membres du mouvement poétique acméiste, dont les principes fondateurs ont été formulés dans la maison de la Tour.
La mort de sa femme en 1907 a été un grand choc pour Ivanov. Par la suite, l'éblouissante texture byzantine de sa poésie s'étiole, comme s'il avait insensiblement glissé dans la théosophie et le mysticisme, il adhère au martinisme et devient membre de la Loge Petrograd. Le poète a même prétendu avoir eu une vision de sa défunte épouse lui ordonnant d'épouser la fille qu'elle avait eue de son premier mariage. Et de fait, il épouse sa belle-fille, en 1910, qui, deux ans plus tard, lui donne un fils, Dimitri (1912-2003), qui deviendra journaliste sous le nom de Jean Neuvecelle.
À leur retour d'un nouveau voyage en Italie (1912-1913), Ivanov a fait la connaissance du philologue et critique d'art Mikhaïl Herschensohn, du philosophe Serge Boulgakov et du compositeur Alexandre Scriabine. Il élabore alors un grand nombre de ses théories symbolistes dans une série d'articles, qui ont finalement été révisés et réédités en 1936 sous le titre Symbolisme. À cette époque, il a renoncé à la poésie en faveur de la traduction de l'œuvre de Sappho, Alcée de Mytilène, Eschyle et Pétrarque.
Dans les années suivant la révolution russe, Ivanov se concentre sur son travail d'érudition et achève son traité Dionysos et le dionysianisme du début (1921), qui lui vaut un doctorat en philologie. Le nouveau gouvernement communiste ne lui permet pas de voyager en dehors de la Russie jusqu'en 1924, lorsqu'il reçoit la permission de donner des conférences sur la philologie classique à l'université de Bakou. De l'Azerbaïdjan, il se rend en Italie, où il s'installe à Rome comme professeur au Russicum, et c'est dans la ville éternelle qu'il est reçu dans l'Église grecque-catholique russe  en 1937. Ses derniers recueils de vers sont les Sonnets romains (1924) et le Journal romain (1944). Beaucoup d'autres poèmes paraîtront de manière posthume. Ses deux pièces de théâtre, Tantalus (1905) et Prometheus (1919), sont écrites par Ivanov sur le modèle des tragédies antiques.
Ivanov meurt à Rome le 16 juillet 1949 et est enterré avec sa femme et son fils au cimetière acatholique, non loin des tombes de Karl Brioullov et d'Alexandre Ivanov.

## Œuvres
- Les Étoiles polaires, (1903)
- La Religion hellénique du dieu souffrant, (1904)
- Cor Ardens (1907)
- Correspondance d'un coin à l'autre (1921)
- Dostoïevski : Tragédie, Mythe, Religion (1932)
- Symbolisme (1936)
- Sonnets romains et autres poèmes, Atelier GuyAnne, (2019)

## Extraits
L'Esprit russe
L'esprit russe, âpre, original,

Pareil aux flammes dangereuses,

Impétueux, clair, augural,

Gai parfois et parfois morose ;

C'est l'aiguille sans défaillance

Qui voit le pôle en ses brouillards

Et guide, à travers l'existence,

La volonté sans un écart ;

C'est l'aigle, du haut des nuages,

Qui, parmi les vapeurs mystiques,

Observe de son œil critique

La val, et non quelque mirage
Своеначальный, жадный ум,

Как пламень, русский ум опасен

Так он неудержим, так ясен,

Так весел он — и так угрюм.

Подобный стрелке неуклонной,

Он видит полюс в зыбь и муть,

Он в жизнь от грезы отвлеченной

Пугливой воле кажет путь.

Как чрез туманы взор орлиный

Обслеживает прах долины,

Он здраво мыслит о земле,

В мистической купаясь мгле

## Adresses

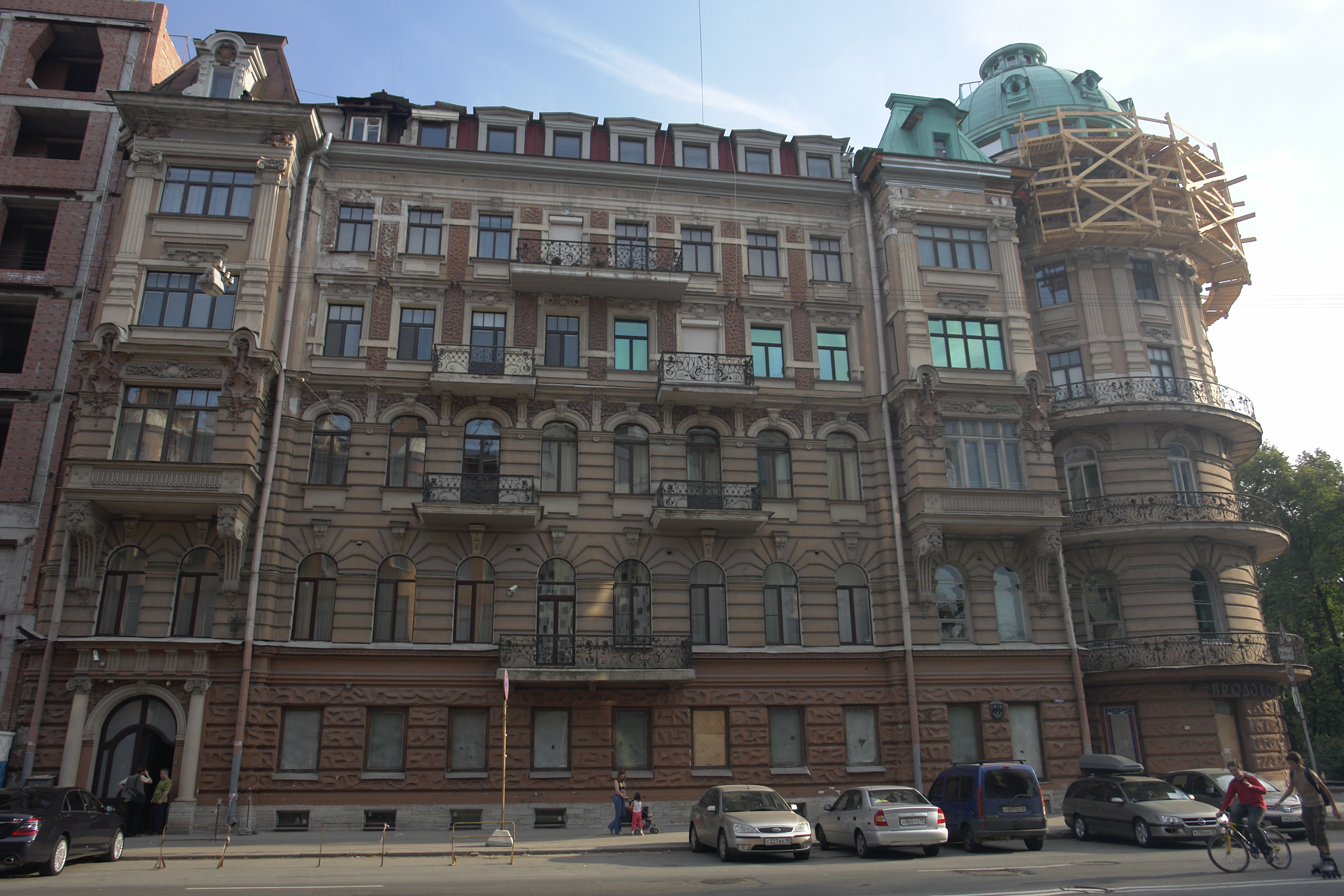
Maison de la Tour, à l'angle de la rue de Tauride et de la rue de Tver, où habita Ivanov avant la Première Guerre mondiale et où se tenaient Les mercredis d'Ivanov.

- 1905-1913: 35 rue de Tauride à Saint-Pétersbourg, appartement no 25, dernier étage.